# Actinodaphne amabilis
Actinodaphne amabilis är en lagerväxtart som beskrevs av Kostermans. Actinodaphne amabilis ingår i släktet Actinodaphne och familjen lagerväxter. Inga underarter finns listade i Catalogue of Life.